# 1783年卡拉布里亞地震
1783年卡拉布里亞地震是指在1783年春季，在義大利南部卡拉布里亞地區（當時屬於拿坡里王國）和美西納海峽發生的五次強烈地震。這些地震在近兩個月的時間持續發生，且震央位置形成一條清晰的排序。第一次地震（2月5日）的震央發生在帕爾米平原，第二次地震（2月7日）發生在西西里美西納海峽海岸附近，其後一直延伸近100公里，到達卡坦扎羅西南偏南約18公里處。這五次地震規模推估平均為MW 5.9以上，其中第一次地震更達MW 7.1，是規模最大的地震。
直到1785年為止，義大利持續發生數百起與這次地震相關的餘震。這一系列地震造成的死亡總數，估計在3.2萬人至5萬人之間。這一系列地震是義大利南部在18世紀所遭遇最大的天災，除了導致雷焦卡拉布里亞、墨西拿地區夷為平地外，卡拉布里亞地區其他城鎮也遭受嚴重破壞。同時前兩次地震還引發規模巨大的海嘯，在墨西拿地區造成嚴重破壞。另一方面，這一系列地震還對政治、經濟和社會層面帶來各種影響，包括建立歐洲第一部防震法規。